# Język ida’an
Język ida’an (idaan, idahan, idan, idayan, eraan) – język austronezyjski używany w stanie Sabah w Malezji (dystrykty Kinabatangan, Lahad Datu i Sandakan). Według danych z 2013 roku posługuje się nim 10 tys. osób.
Dzieli się na trzy dialekty: ida’an, begahak (begak, bagahak), ida’an sungai (subpan, supan). Na podstawie wyników analizy leksykostatystycznej odmiany ida’an/begahak i ida’an sungai zostały sklasyfikowane jako dwa języki, ale odnotowano, że występuje między nimi wysoki stopień wzajemnej zrozumiałości.
Nazwa „ida’an” bywa odnoszona do wszystkich rdzennych grup etnicznych i języków Sabah.
Zagrożony wymarciem. W użyciu jest też język malajski. Dialekt begahak został opisany w postaci opracowania z 2005 r. 
Jest zapisywany alfabetem łacińskim. Dawniej było stosowane pismo arabskie.